# Arahabaki
Pour les articles homonymes, voir Arahabaki.
Arahabaki (荒吐－アラハバキ－) est un manga de Kōshi Rikudō.

## Résumé
Le récit narre l'affrontement entre membres d'une ancienne société secrète qui fut jadis extrêmement puissante.